# 89.ª Divisão de Infantaria (Alemanha)
A 89ª Divisão de Infantaria (em alemão:89. Infanterie-Division) foi uma unidade militar que serviu no Exército alemão durante a Segunda Guerra Mundial.

## Comandantes
| Comandante                             | Data                                             |
| -------------------------------------- | ------------------------------------------------ |
| Generalleutnant Conrad-Oskar Heinrichs | 10 de fevereiro de 1944 - 8 de setembro de 1944  |
| Oberst Karl Rösler                     | 8 de setembro de 1944 - 15 de setembro de 1944   |
| Generalmajor Walter Bruns              | 15 de setembro de 1944 - 21 de fevereiro de 1945 |
| Generalmajor Richard Bazing            | 21 de fevereiro de 1945 - 8 de maio de 1945      |

## Área de operações
| Noruega           | fevereiro de 1944 - junho de 1944 |
| França            | junho de 1944 - agosto de 1944    |
| Oeste da Alemanha | agosto de 1944 - março de 1945    |
| Sul da Alemanha   | março de 1945 - maio de 1945      |